# Nico Emonds
Nico Emonds (* 4. April 1961 in Hasselt) ist ein ehemaliger belgischer Radrennfahrer.

## Sportliche Laufbahn
Emonds war im Straßenradsport aktiv. Als Amateur gewann Emonds 1981 das Rennen Triptyque Ardennais und 1982 die Amateurausgabe des Omloop Het Volk, Paris–Troyes und die Amateurausgabe der Trofeo Baracchi mit Roger Rosiers als Partner.
1983 wurde er Berufsfahrer in einem kleinen belgischen Radsportteam. Bis 1995 blieb er als Profi aktiv. 1983 gewann er den Maaslandse Pijl. 1984 siegte er auf Etappen der Galizien-Rundfahrt und der Baskenland-Rundfahrt. 1985 konnte er zwei Etappen der Katalonischen Woche gewinnen. 1986 siegte er in der Belgien-Rundfahrt (ein Etappensieg) vor Marc Sergeant und auf einer Etappe der Tour de Romandie. 1990 kam der Gesamtsieg in der Aragon-Rundfahrt (plus ein Etappensieg) dazu. Er entschied die 13. Etappe der Vuelta a España für sich. 1993 und 1994 siegte er im Eintagesrennen Flèche Hesbignonne-Cras Avernas. Durch seine Endschnelligkeit konnte Emonds viele weitere Rennen insbesondere in seiner Heimat gewinnen.
Die Tour de France bestritt er fünfmal, 1986 wurde er 70., in der anderen Rennen schied er aus. Die Vuelta a España sah ihn viermal am Start, 1990 war der 35. Rang seine beste Platzierung im Endklassement. 1992 wurde er 45. des Giro d’Italia, den er auch schon 1991 (128. Platz) gefahren hatte. 1995 beendete er seine Laufbahn. 